# Draft de la NBA de 1954
El Draft de la NBA de 1954 fue el octavo draft de la National Basketball Association (NBA). El draft se celebró el 24 de abril de 1954 antes del comienzo de la temporada 1954-55. 
En este draft, nueve equipos de la NBA seleccionaron a jugadores amateurs del baloncesto universitario. En cada ronda, los equipos seleccionaron en orden inverso al registro de victiorias-derrotas en la temporada anterior. El draft consistió de trece rondas y 100 jugadores fueron seleccionados.

## Selecciones y notas del draft

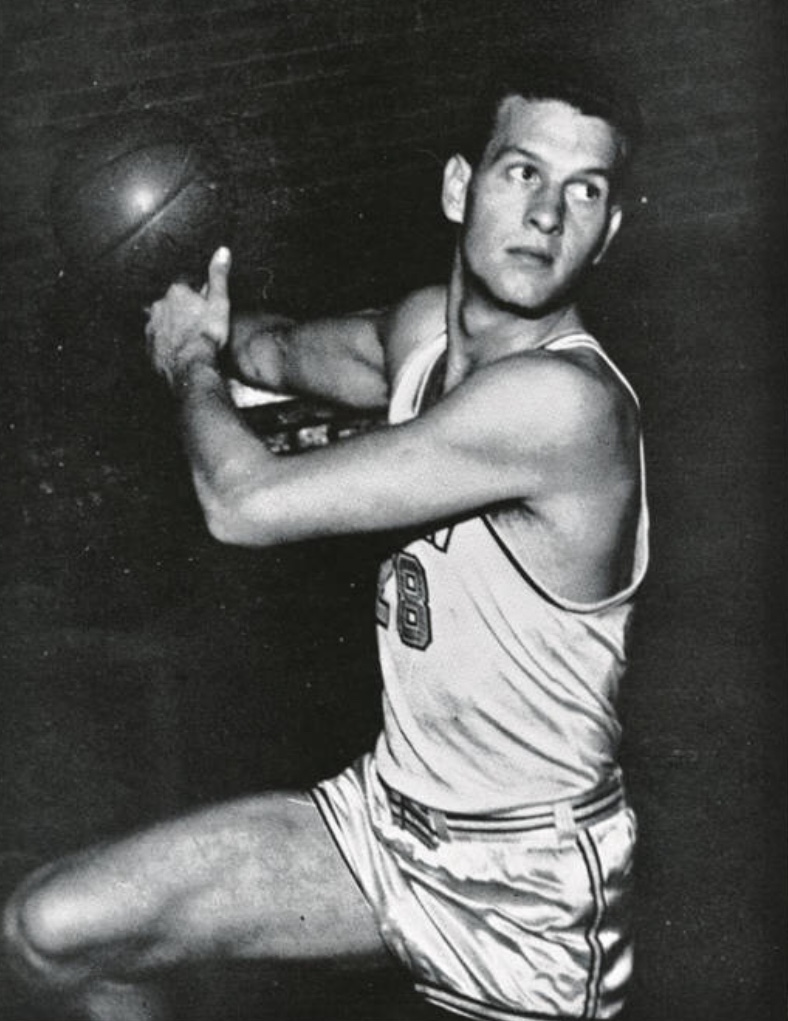
Franklin Delano Selvy, conocido como The Corvin Comet.

Frank Selvy, de la Universidad de Furman, fue seleccionado en la primera posición por Baltimore Bullets. La segunda elección, Bob Pettit de la Universidad Estatal de Luisiana, fue incluido posteriormente en el Basketball Hall of Fame. Pettit también ganó el Rookie del Año de la NBA en su primera temporada.

## Leyenda
|  | Denota jugador miembro del Basketball Hall of Fame                                                 |
|  | Denota jugador que ha sido seleccionado al menos en un All-Star Game y un Mejor Quinteto de la NBA |
|  | Denota jugador que ha sido seleccionado al menos en un All-Star Game                               |
|  | Denota jugador que nunca ha jugado en la NBA                                                       |

## Draft

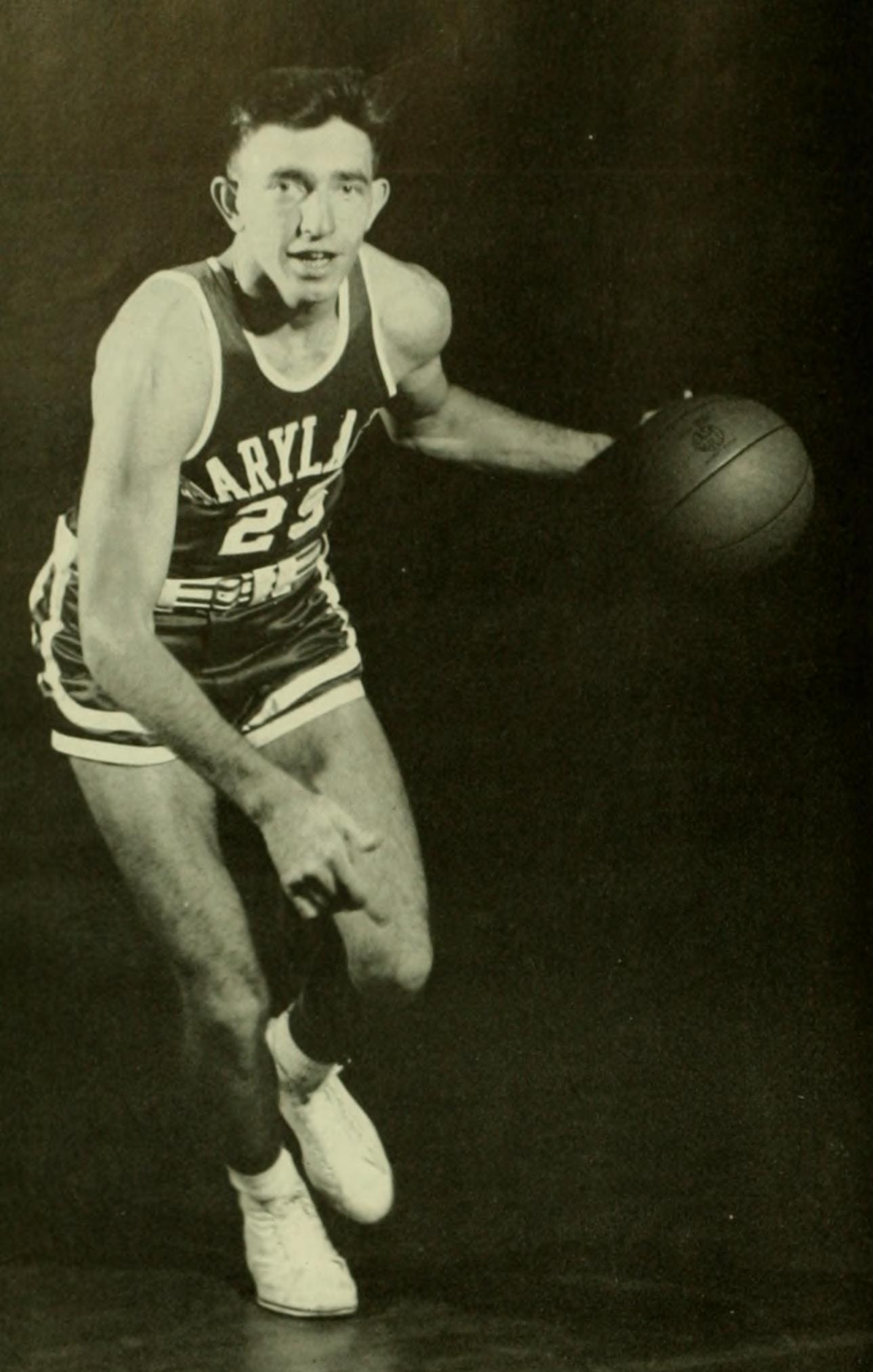
Gene Shue fue seleccionado en la 3ª posición.

| Ronda | Pick | Jugador         | Posición | Nacionalidad   | Equipo                | Universidad      |
| ----- | ---- | --------------- | -------- | -------------- | --------------------- | ---------------- |
| 1     | 1    | Frank Selvy     | G/F      | Estados Unidos | Baltimore Bullets     | Furman           |
| 1     | 2    | Bob Pettit      | F/C      | Estados Unidos | Milwaukee Hawks       | LSU              |
| 1     | 3    | Gene Shue       | G        | Estados Unidos | Philadelphia Warriors | Maryland         |
| 1     | 4    | Dick Rosenthal  | G/F      | Estados Unidos | Fort Wayne Pistons    | Notre Dame       |
| 1     | 5    | Togo Palazzi    | G/F      | Estados Unidos | Boston Celtics        | Holy Cross       |
| 1     | 6    | Johnny Kerr     | F/C      | Estados Unidos | Syracuse Nationals    | Illinois         |
| 1     | 7    | Tom Marshall    | G/F      | Estados Unidos | Rochester Royals      | Western Kentucky |
| 1     | 8    | Jack Turner     | G/F      | Estados Unidos | New York Knicks       | Western Kentucky |
| 1     | 9    | Ed Kalafat      | F/C      | Estados Unidos | Minneapolis Lakers    | Minnesota        |
| 2     | 10   | Bobby Leonard   | G        | Estados Unidos | Baltimore Bullets     | Indiana          |
| 2     | 11   | Bob Mattick     | C        | Estados Unidos | Milwaukee Hawks       | Oklahoma A&M     |
| 2     | 12   | Larry Costello  | G        | Estados Unidos | Philadelphia Warriors | Niagara          |
| 2     | 13   | Arnold Short    | G        | Estados Unidos | Fort Wayne Pistons    | Oklahoma City    |
| 2     | 14   | Red Morrison    | F/C      | Estados Unidos | Boston Celtics        | Idaho            |
| 2     | 15   | Dick Farley     | G/F      | Estados Unidos | Syracuse Nationals    | Indiana          |
| 2     | 16   | Boris Nachamkin | F        | Estados Unidos | Rochester Royals      | NYU              |
| 2     | 17   | Richie Guerin   | G        | Estados Unidos | New York Knicks       | Iona             |
| 2     | 18   | Al Bianchi      | G        | Estados Unidos | Minneapolis Lakers    | Bowling Green    |

## Otras elecciones
La siguiente lista incluye otras elecciones de draft que han aparecido en al menos un partido de la NBA.
| Ronda | Pick | Jugador       | Posición | Nacionalidad   | Equipo                | Universidad       |
| ----- | ---- | ------------- | -------- | -------------- | --------------------- | ----------------- |
| 3     | 24   | Jim Tucker    | F        | Estados Unidos | Syracuse Nationals    | Duquesne          |
| 3     | 26   | Don Anielak   | F        | Estados Unidos | New York Knicks       | SW State          |
| 4     | 29   | Phil Martin   | G        | Estados Unidos | Milwaukee Hawks       | Toledo            |
| 4     | 30   | Chuck Noble   | G        | Estados Unidos | Philadelphia Warriors | Louisville        |
| 4     | 34   | Art Spoelstra | C        | Estados Unidos | Rochester Royals      | Western Kentucky  |
| 5     | 43   | Bo Erias      | F        | Estados Unidos | Rochester Royals      | Niagara           |
| 6     | 47   | Bob Carney    | G        | Estados Unidos | Milwaukee Hawks       | Bradley           |
| 6     | 52   | Red Davis     | C        | Estados Unidos | Rochester Royals      | St. John's        |
| 8     | 67   | Don Bielke    | C        | Estados Unidos | Fort Wayne Pistons    | Valparaiso        |
| 9     | 80   | Dick Garmaker | G/F      | Estados Unidos | Minneapolis Lakers    | Minnesota         |
| 11    | 95   | Jim Paxson    | G/F      | Estados Unidos | Rochester Royals      | Dayton            |
| 13    | 100  | Joe Holup     | F        | Estados Unidos | Philadelphia Warriors | George Washington |